# Mission de formation de l'Union européenne en République centrafricaine
Pour les articles homonymes, voir EUTM.
La mission de formation de l'Union européenne en République centrafricaine (en anglais European Union Training Mission in Central African Republic ou en abrégé EUTM RCA) est une opération de l'Union européenne menée en République centrafricaine.
Huit États membres de l'UE (France, Italie, Lituanie, Pologne, Portugal, Roumanie, Espagne et Suède), ainsi que cinq pays tiers (Bosnie-et-Herzégovine, Brésil, Géorgie, Macédoine du Nord et Serbie) ont fourni des troupes à la mission.
L'EUTM RCA, dans son 3ème mandat, continue de s'appuyer sur trois piliers : le conseil stratégique, l'éducation et la formation. La mission continuera à suivre une approche intégrée, flexible, modulaire et réactive, tandis que les activités des Forces armées centrafricaines (FACA) seront pleinement intégrées dans cette approche. L'application de l'État de droit, principalement le droit international humanitaire et les droits de l'homme, ainsi que l'intégration des questions de genre et de prévention de la violence sexuelle dans les conflits sont prises en compte dans le développement de toutes ces activités.

## Historique
Le 19 janvier 2015, le Conseil a adopté la décision 2015/78 relative à l'établissement de la mission de conseil militaire de l'Union européenne en République centrafricaine (EUMAM RCA), lancée en mars 2015. Cette mission, dont le mandat était de fournir un conseil stratégique à l'armée centrafricaine, prit fin le 15 juillet 2016.
Le 8 octobre 2015, le président de République centrafricaine a demandé que l'Union européenne poursuive son soutien aux forces centrafricaines en collaboration avec la mission multidimensionnelle intégrée des Nations unies pour la stabilisation en Centrafrique (MINUSCA).
Le 14 mars 2016, un concept de gestion de crise pour une mission de formation en RCA est adopté par le Conseil. Finalement, le président de la République centrafricaine invite formellement l'Union à déployer EUTM RCA dans le pays.
Finalement, le Conseil a adopté la décision 2016/610 établissant EUTM RCA le 19 avril 2016. Il s'agit de la troisième mission de formation européenne lancée en Afrique, après celles en Somalie et au Mali. Rapidement, du fait de la proximité du mandat entre les deux missions, les premiers officiers – 40 officiers de pelotons ou compagnies – sont formés en juillet 2016. Cette première formation a pour objectif de « former des formateurs » afin de permettre à l’armée centrafricaine de gagner en autonomie et de se renouveler sans aide extérieure.
Le 30 juillet 2018, le Conseil de l'Union européenne a prolongé le mandat de la mission  pour deux ans, soit jusqu'au 19 septembre 2020. Elle est ensuite renouvelée jusqu'en septembre 2022.

## Mandat

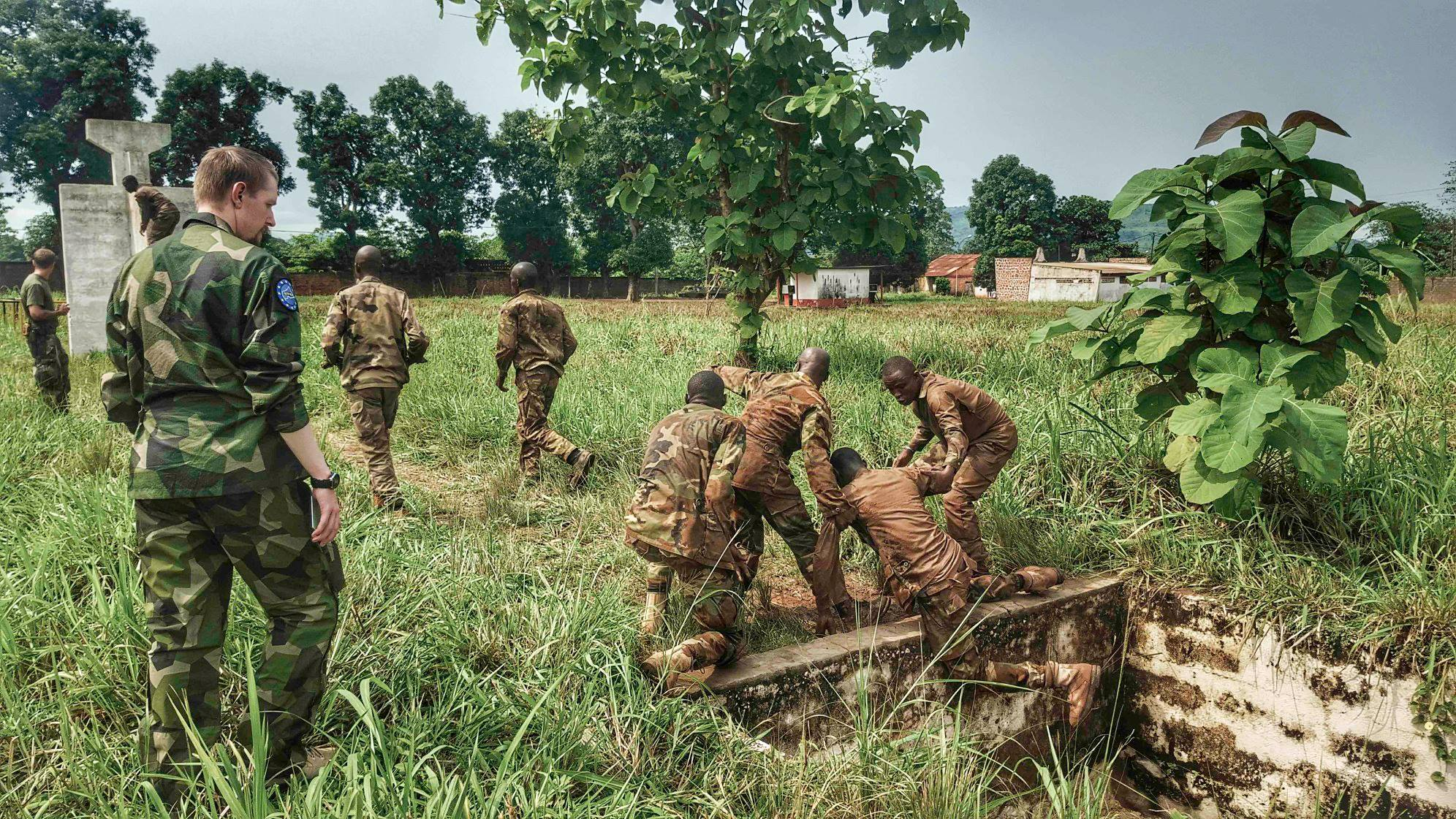
Des militaires des FACA à l'entrainement avec des instructeurs de l'EUTM RCA.

### Missions générales
Le principal objectif d'EUTM RCA est de « rendre les forces armées centrafricaines (FACA) modernes, efficaces et démocratiquement responsables ». À cette fin, la mission militaire :
- dispense des conseils stratégiques au ministère de la défense centrafricain, aux militaires et aux FACA ; par décision du 30 juillet 2018 les conseils stratégiques peuvent aussi être donnés  au cabinet du président. La mission  peut aussi conseiller sur la coopération entre civils et militaires.
- enseigne aux officiers et sous-officiers des FACA ;
- dispense certaines formations aux forces armées.

De plus, l'EUTM complète l'activité de la délégation de l’Union en RCA en lui fournissant son expertise dans différents domaines, dont la sécurité et l'état de droit. Elle interagit également avec la MINUSCA afin d'assurer la cohérence de la réforme des forces armées et le déploiement des unités.
EUTM RCA faisant partie d'une approche plus générale de l'Union visant à combiner la sécurité (EUFOR RCA, EUMAM RCA et EUTM) et le développement pour stabiliser la paix, une cellule de projet est mise en place afin de « recenser et mettre en œuvre les projets à financer par l’Union, les États membres ou des pays tiers, qui correspondent à ses objectifs et contribuent à l’exécution du mandat ».
La formation globale se déroule dans le cadre d'une Réforme du Secteur de la Sécurité (RSS). À cet effet, les missions pour la restructuration de la Défense sont de l'ordre du :
- Conseil stratégique
- Entrainement opérationnel
- Éducation

### Résultats
En juillet 2016, EUTM RCA a conseillé, éduqué et formé plus de 3400 soldats, homme et femmes des FACA.
Au 21 août, 2020, le résultat affiché était de 6 000 soldats conseillés, formés et entraînés.
Au 8 novembre 2020, le résultat affiché était de 6 000 soldats conseillés, formés et entraînés.
Au 26 novembre 2020, le résultat affiché était de 7 000 soldats conseillés, formés et entraînés.
Les missions de conseil stratégique à destination des autorités politique et militaire ont permis la rédaction de nombreux plans comme le Plan de Défense Nationale (2017), la Loi de programmation militaire 2019-2023 et le Plan de recrutement (2018).
Au 20 juillet 2016, les entrainements opérationnels ont formé quatre bataillons d'infanterie et un bataillon amphibie. La mission a également éduqué 1 200 officiers et sous-officier dans des domaines spécifiques tel que le leadership, la tactique, le Droit international humanitaire, les Droits de l'homme et la prévention contre les agressions sexuelles et les IST/VIH. Plus de 4 000 soldats ont été entrainés et parmi les 1 500 soldats déployés en RCA, 1 100 ont été entrainés par la mission EUTM RCA. Plus de 1 018 recrues ont reçu un entraînement de base organisé soit à Kassai (pour 512 d'entre eux) ou à Bouar (pour 506).

## Fonctionnement

### Commandement
| Début             | Fin               | Identité                                         | Nationalité | Notes |
| ----------------- | ----------------- | ------------------------------------------------ | ----------- | ----- |
| 19 avril 2016     | 14 janvier 2017   | Général de division Éric Hautecloque-Raysz       | France      |       |
| 14 janvier 2017   | 24 juillet 2017   | Général de division Herman Ruys                  | Belgique    |       |
| 24 juillet 2017   | 11 janvier 2018   | Général de division Fernando Garcia Blazquez     | Espagne     |       |
| 11 janvier 2018   | 8 juillet 2019    | Général de brigade Hermínio Maio                 | Portugal    |       |
| 8 juillet 2019    | 18 septembre 2020 | Général de brigade Éric Peltier                  | France      |       |
| 18 septembre 2020 | 11 septembre 2021 | Général de brigade Paulo Neves de Abreu          | Portugal    |       |
| 11 septembre 2021 | TBD               | Général de division Jacques Langlade de Montgros | France      |       |

### États participants
| Espagne            |
| France             |
| Italie             |
| Pologne            |
| Portugal           |
| Roumanie           |
| Suède              |
| États tiers        |
| Brésil             |
| Bosnie-Herzégovine |
| Macédoine          |
| Serbie             |
| Géorgie            |
| Lituanie           |
| Slovaquie          |

## Siège
L'état-major de la mission se trouve à Bangui (état-major d'opération et état-major de force), au Camp Moana, et l'entraînement se fait au camp de Kassaï.
Une cellule de soutien de l'état-major se trouve à Bruxelles.

## Sources

## Compléments